# Leo Margets
Leonor „Leo“ Margets Pérez (* 10. August 1983 in Barcelona) ist eine professionelle spanische Pokerspielerin und Autorin. Sie gewann 2021 ein Bracelet bei der World Series of Poker.

## Persönliches
Margets studierte Betriebswirtschaftslehre in London und absolvierte anschließend einen Masterstudiengang in Kommunikationsmanagement. Sie ist eine gute Langstreckenläuferin und nimmt regelmäßig an Marathonläufen in Barcelona teil. 2014 war Margets Teil der spanischen Ausgabe der Reality-Fernsehsendung Survivor. Sie lebt in Barcelona, besitzt jedoch auch eine Wohnung in London.

## Pokerkarriere
Margets lernte im Jahr 2007 Poker von einem Freund. Sie war von März 2013 bis Ende 2015 unter dem Nickname L. Margets Teil des Team PokerStars. Seit Ende Februar 2018 ist sie Werbeträgerin der französischen Onlinepoker-Plattform Winamax, bei der sie unter dem Nickname LeoMargets spielt.
Ihre erste Geldplatzierung bei einem Live-Turnier erzielte Margets Anfang Juni 2008 in Sevilla. Im Juli 2009 spielte die Spanierin beim Main Event der World Series of Poker (WSOP) im Rio All-Suite Hotel and Casino am Las Vegas Strip. Sie erreichte als einzige Frau den siebten Turniertag und schied dort auf dem mit über 350.000 US-Dollar dotierten 27. Platz aus. Im Januar 2010 belegte sie bei einem Turnier der Aussie Millions Poker Championship in Melbourne den dritten Platz für ein Preisgeld von knapp 60.000 Australischen Dollar. Bei der WSOP 2010 kam Margets zweimal in der Variante No Limit Hold’em ins Geld. Am 30. Juni 2010 erschien das Buch Cómo jugar y ganar al póker: Texas hold'em y otras modalidades, das von der Spanierin gemeinsam mit Dave Woods und Matt Broughton geschrieben wurde. Ende November 2010 erreichte sie erstmals beim Main Event der European Poker Tour die Geldränge und beendete das Turnier in Barcelona auf dem 80. Platz für 11.000 Euro. Im Rahmen der Full Tilt Masters Series gewann sie im Dezember 2010 in Lloret de Mar ein Turnier mit einer Siegprämie von 100.000 Euro. 2011 veröffentlichte Margets das Pokerbuch La reina del poker im Planeta-Verlag. 2012 cashte sie dreimal bei der WSOP und belegte u. a. den 22. Platz bei der Ladies Championship. Bei der WSOP 2016 belegte sie beim neu ausgetragenen Tag-Team-Event, bei dem sie gemeinsam mit der Niederländerin Fatima Moreira de Melo antrat, den 33. Platz. Im Februar 2017 veröffentlichte die Spanierin ihr drittes Buch, das den Titel ¡Juega bien tus cartas! En la vida y en los negocios trägt. Ende Juni 2017 erreichte sie beim Main Event des PokerStars Festival in Marbella den Finaltisch und beendete das Event auf dem dritten Platz für 72.000 Euro Preisgeld. Bei der WSOP 2018 wurde Margets bei einem Double-Stack-Turnier Zweite und erhielt ein Preisgeld von mehr als 120.000 US-Dollar. Bei der WSOP 2021 gewann sie das Abschlussevent mit einer Siegprämie von mehr als 375.000 US-Dollar und sicherte sich damit als einzige Frau bei einem für alle Spieler zugänglichen Turnier der Serie ein Bracelet.
Insgesamt hat sich Margets mit Poker bei Live-Turnieren knapp 2 Millionen US-Dollar erspielt.

## Werke
- Buch Cómo jugar y ganar al póker: Texas hold'em y otras modalidades – Larousse, 2010, ISBN 978-8480166935.
- Buch La reina del poker – Planeta, 2011, ISBN 978-8408093527.
- Buch ¡Juega bien tus cartas! En la vida y en los negocios – Conecta, 2017, ISBN 978-8416029822.